# 宗像隆幸
宗像 隆幸（むなかた たかゆき、1936年9月9日 - 2020年7月6日）は、日本の台湾独立運動家。

## 来歴
1936年、鹿児島市に生まれる。1961年、明治大学経営学部を卒業。出版社勤務を経て、台湾青年社（後の台湾独立建国聯盟日本支部）に参加。月刊『台湾青年』の編集長を務める。筆名・宋重陽。アムネスティ・インターナショナル日本支部理事、台湾人元日本兵の補償問題を考える会幹事を歴任。「台湾自救運動宣言」を発表し、自宅軟禁状態にあった彭明敏（台湾大学教授、後の総統候補）の台湾脱出に協力する。台湾独立建国聯盟総本部中央委員、アジア安保フォーラム幹事。2020年7月6日、東京で死去。享年84。

## 著書
- 『ロシア革命の神話――なぜ全体主義体制が生まれたのか』（自由社、1987年2月）
- 『台湾独立運動私記――三十五年の夢』（文藝春秋、1996年3月）
- 『存亡の危機に瀕した台湾』（自由社、2006年8月）
- 『台湾建国――台湾人と共に歩いた四十七年』（まどか出版、2008年2月）

## 共著
- 『新しい台湾――独立への歴史と未来図』（王育徳との共著、弘文堂、1990年10月）

## 編訳・共訳
- 柏楊『醜い中国人』（張良沢との共訳、光文社、1988年3月）
- 『台湾独立建国運動の指導者　黄昭堂』（趙天徳との編訳、自由社、2013年8月）